# Woodbury (Minnesota)
Woodbury é uma cidade localizada no estado americano de Minnesota, no Condado de Washington.

## Demografia
Segundo o censo americano de 2000, a sua população era de 46.463 habitantes.
Em 2006, foi estimada uma população de 54.365, um aumento de 7902 (17.0%).

## Geografia
De acordo com o United States Census Bureau tem uma área de
92,2 km², dos quais 90,6 km² cobertos por terra e 1,6 km² cobertos por água. Woodbury localiza-se a aproximadamente 371 m acima do nível do mar.

## Localidades na vizinhança
O diagrama seguinte representa as localidades num raio de 12 km ao redor de Woodbury.